# Procambridgea
Genre
Procambridgea est un genre d'araignées aranéomorphes de la famille des Stiphidiidae.

## Distribution
Les espèces de ce genre se rencontrent dans l'Est de l'Australie et en Nouvelle-Zélande.

## Liste des espèces
Selon World Spider Catalog (version 17.0, 15/05/2016) :
- Procambridgea carrai Davies, 2001
- Procambridgea cavernicola Forster & Wilton, 1973
- Procambridgea grayi Davies, 2001
- Procambridgea hilleri Davies, 2001
- Procambridgea hunti Davies, 2001
- Procambridgea kioloa Davies, 2001
- Procambridgea lamington Davies, 2001
- Procambridgea montana Davies, 2001
- Procambridgea monteithi Davies, 2001
- Procambridgea otwayensis Davies, 2001
- Procambridgea ourimbah Davies, 2001
- Procambridgea rainbowi Forster & Wilton, 1973

## Publication originale
- Forster & Wilton, 1973 : The spiders of New Zealand. Part IV. Otago Museum Bulletin, vol. 4, p. 1-309.